# صبا الكاشاني
صبا الكاشاني (بالفارسیة: صبای کاشانی) (ت. 1238 هـ) مؤلف أديب شاعر، من أهل كاشان.
هو فتح علي خان بن محمد بن فاضل بيگ بن شريف بيگ بن غياث بيگ الكاشاني، الملقب بملك الشعراء، المشتهر في شعره بصبا.
تتلمذ على صباحي الكاشاني، ثم انتقل إلى شيراز وأقام بها. تقرب من لطف علي خان الزندي ومدحه، وبعد زوال الدولة الزندية مدح السلطان فتح علي شاه القاجار، وكان حاكم شيراز يومئذ، ولما رحل فتح علي شاه إلى طهران صحبه الكاشاني وصار من ندمائه، ثم نُصب حاكماً على كاشان وقم.
توفي سنة 1238 هـ.

## آثاره
له آثار منها:
| - «خلاصة الأحكام» - «خداوند نامه» - «گلشن صبا» - «هفت پيكر» - «عبرت نامه» | - «ديوان شعر» - منظومه «شهنشاه نامه» - منظومة «ليلى ومجنون» - مثنوية «شكارستان» |